# Mount Usher
Mount Usher ist ein markanter und 2895 m hoher Berg in der antarktischen Ross Dependency. In den Barton Mountains des Königin-Maud-Gebirges überragt er etwa 6,5 km südwestlich der Entstehungszone des Brandau-Gletschers die Südseite des Keltie-Gletschers. 
Teilnehmer der Nimrod-Expedition (1907–1909) unter der Leitung des britischen Polarforschers Ernest Shackleton entdeckten ihn. Benannt ist der Berg nach dem australischen Arzt John Edward Usher (1854–1918), der der Expedition beratend zur Seite stand.